# KK Šentjur
El KK Tajfun Šentjur es un equipo de baloncesto esloveno con sede en la ciudad de Šentjur, que compite en la 1. A slovenska košarkarska liga, la primera división del baloncesto esloveno. Disputa sus encuentros como local en la Hruševec Sport Hall, con capacidad para 800 espectadores.

## Posiciones en liga
- 1992 (10-D2E)
- 1994 (3-D3E)
- 1995 (18-B)
- 1996 (1-B)
- 1997 (3-1B)
- 1998 (10-1B)
- 1999 (4-1B)
- 2000 (1-1B)
- 2001 (8)
- 2002 (7)
- 2003 (9)
- 2004 (12)
- 2005 (12)
- 2006 (6)
- 2007 (7)
- 2008 (9)
- 2009 (11)
- 2010 (4)
- 2011 (9)
- 2012 (6)
- 2013 (6)

## Nombres
- KK Alpos Šentjur
- KK Tajfun Šentjur (-1993)
- 1993 KK Kemoplast Šentjur (1993-2000)
- KK Kemoplast Alpos Šentjur (2000-2004)
- KK Alpos Kemoplast Šentjur (2004-2006)
- KK Alpos Šentjur (2006-2009)
- KK Sentjur (2009-2012)
- KK Tajfun (2012-)

### Plantilla 2013-2014
| N.º | Nombre         | Nacionalidad              | Puesto  |
| --- | -------------- | ------------------------- | ------- |
| --  | Cameron Hodges | Bandera de Estados Unidos | Escolta |

## Palmarés
- Semifinales Copa de baloncesto de Eslovenia (2007), (2013)
- Semifinales 1. A slovenska košarkarska liga (2010)

## Jugadores Célebres
- Damjan Novakovič
- Sandi Čebular
- Jimmie Hunt
- Tadej Koštomaj
- Matej Krušič
- Primož Kobale
- Luka Lapornik